# Microspathodon
Microspathodon es un género de peces de la familia Pomacentridae en el orden de los Perciformes.

## Especies
Las especies de este género son:
- Microspathodon bairdii (Gill, 1862)
- Microspathodon chrysurus (Cuvier in Cuvier and Valenciennes, 1830)
- Microspathodon dorsalis (Gill, 1862)
- Microspathodon frontalis Emery, 1970
- Microspathodon frontatus Emery, 1970